# Aptámero

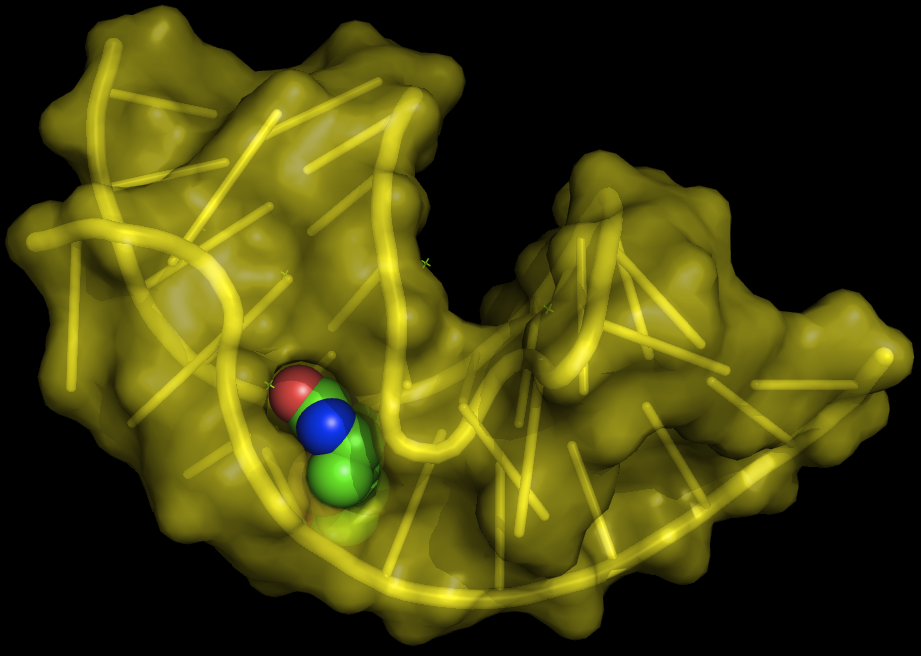
Estructura del aptámero de ARN biotina (amarillo) formando un complejo con biotina

Los aptámeros son  oligoméros de ácidos nucleicos de cadena sencilla (ssDNA y RNA), aislados de genotecas de oligonucleótidos por selección in vitro, mediante enriquecimiento exponencial en presencia del ligando (método SELEX), denominados anticuerpos químicos (del inglés chemical antibodies).

## Definición y modo de funcionamiento
Los aptámeros son oligonucleótidos de cadena sencilla con tamaños entre 70 y 100 nucleótidos capaces de reconocer de forma específica y con alta afinidad a varios tipos de moléculas diana mediante un plegamiento tridimensional de su cadena. Generalmente son obtenidos mediante su selección desde genotecas de oligonucleótidos combinatoriales, mediante el método SELEX (de sus siglas en inglés: Systematic Evolution of Ligands by Exponential Enrichment), que permitirá seleccionar aquel oligonucleótido de la genoteca utilizada que se une con más afinidad a la molécula diana.
Estos oligonucleotidos tienen una región central de tamaño variable y con una secuencia aleatoria, y dos regiones flanqueantes de secuencia conocida. La longitud total del aptámero suele variar entre los 70 y los 100 nucleótidos, incluyendo una secuencia fija o primer en cada extremo del aptámero, para su amplificación por PCR (es una de las fases del método de selección). La longitud de la región central con secuencia al azar suele estar comprendida entre los 30 y 60 nucleótidos.
Estas moléculas son capaces de adoptar estructuras globulares lo que les permite exhibir unas complejas y sofisticadas propiedades de reconocimiento molecular siendo capaces de unirse de una manera estable y muy específica a sus dianas. Dichas dianas moleculares pueden ser pequeñas moléculas como ATP, proteínas, ácidos nucleicos y complejas estructuras multiméricas.
Existe también un tipo de aptámeros basado en cadenas peptídicas, diseñados para interaccionar con otras proteínas dentro de las células. Consisten en un bucle peptídico variable adjunto a los extremos de una proteína soporte. Esta estructura incrementa la afinidad del aptámero peptídico a niveles comparables a los anticuerpos (rango nanomolar).

## Descubrimiento e historia
Los primeros aptámeros fueron aislados en 1990 por Larry Gold y Craig Tuerk. Estos consistían en ligandos de RNA que reconocían la DNA polimerasa del bacteriófago T4. De forma paralela e independiente a Gold y Tuerk, Andy Ellington y Jack Szostak, mediante lo que llamaban selección in vitro, seleccionaron ligandos basados en RNA frente a varios colorantes orgánicos. El laboratorio de Szostak acuñó el término aptámero (del latín, aptus, que significa encajar) para los oligonucleótidos que interaccionaban selectivamente con los colorantes. Dos años después, la compañía farmacéutica Gilead Sciences, patenta la selección in vitro de oligonucleótidos de DNA específicos para trombina, con la clara intención de utilizar los aptámeros obtenidos como productos para el tratamiento y el diagnóstico de patologías humanas.
Desde el descubrimiento de los aptámeros, grupos de investigación a lo largo de toda la geografía mundial han investigado los aptámeros. En 2001, el proceso SELEX fue automatizado en el laboratorio que dirige Andy Ellington en la Universidad de Texas, Austin, y en SomaLogic, Inc (Bouder, CO), reduciendo la duración de las rondas de selección desde seis semanas hasta apenas 3 días.
En los últimos años se ha introducido el concepto de “smart aptamers” o “smart ligands”. Esto define aptámeros que son seleccionados con unos parámetros de reacción con la molécula diana predefinidos, tales como:
- Constante de equilibrio (Kd)
- Constantes de velocidad (koff, kon)
- Parámetros termodinámicos (ΔH, ΔS)

En el año 2002 se descubrieron aptámeros existentes de manera natural en los organismos vivos. Dos grupos de investigación liderados por Ronald Breaker y Evgeny Nudler descubrieron un regulador genético basado en ácidos nucléicos. A estas estructuras se les ha denominado riboswitches y están formadas por una plataforma de expresión y un aptámero mediante el cual el riboswitch interacciona con una molécula diana afectando a la actividad genética.

## Enriquecimiento Exponencial en Presencia del Ligando
El método SELEX de sus siglas en inglés “Systematic Evolution of Ligands by Exponential Enrichment”, también conocido como selección in vitro o evolución in vitro es la técnica utilizada para la selección y aislamiento de aptámeros. Esta es una técnica de química combinatoria aplicada en biología molecular.
El proceso comienza con la síntesis de una gran genoteca de oligonucleótidos, que consiste en secuencias de DNA o RNA generadas al azar y con un número de nucleótidos constante, como se ha mencionado anteriormente, en los que todas las secuencias tienen extremos constantes. Para una región aleatorizada de n nucleótidos, el número de posibles secuencias es 4n.
Las secuencias de la genoteca, se ponen en presencia del ligando diana. Entonces mediante plegamientos tridimensionales los diferentes oligonucleotidos podrán unirse a la diana o no. Las secuencias no enlazadas son eliminadas.
Las secuencias enlazadas son eluidas y amplificadas por PCR (mediante los primers de los extremos) para la preparación de subsecuentes rondas de selección en las que se aumentará el rigor de las condiciones para identificar las secuencias que poseen la mejor propiedad química buscada (afinidad, inactivación de la proteína, modificaciones en la conformación para la determinación, etc).

## Aplicaciones
Estas moléculas se presentan como una alternativa real a los anticuerpos monoclonales en la investigación biomédica, tanto en el ámbito del diagnóstico, debido a su aplicación como sensores moleculares , como en el terapéutico, ya que son capaces de interferir en las funciones biológicas de las moléculas diana. En las propiedades químicas y biológicas se presentan diversas ventajas en su utilización frente a los anticuerpos monoclonales, como pueden ser, su potencial obtención frente a proteínas no inmunogénicas, su capacidad de regeneración, su estabilidad a temperatura ambiente, las posibilidades de modificación de su estructura (pegilación, etc.), el abaratamiento de sus costes de producción debido a que se pueden obtener mediante síntesis química, evitando el uso de animales o células, su alta reproducibilidad y su capacidad para ser marcados. También se han detectado aplicaciones como herramientas de separación analítica.
Los pioneros en España en la selección de aptámeros mediante enriquecimiento exponencial en presencia del ligando son el grupo de investigación liderado por el doctor Víctor M. González en el Irycis (Instituto Ramón y Cajal de Investigación Sanitaria), que han desarrollado aptámeros frente a proteínas como la KMP-11 y las histonas H2A y H3 de leishmania infantum. Su know-how ha desembocado en un convenio con la compañía APTUS Biotech, para el desarrollo de un servicio a la carta de selección y producción de aptámeros.
Las investigaciones llevadas a cabo desde el descubrimiento de los aptámeros han dado lugar a la aprobación por parte de la FDA del primer fármaco basado en un aptámero para el tratamiento de la degeneración macular neovascular asociada a la edad. Este es conocido como Macugen (Pegaptanib), comercializado en España por Pfizer. La molécula es un oligonucleótido pegilado que liga con una alta especificidad y afinidad al Factor de Crecimiento del Endotelio Vascular (VEGF165) extracelular, inhibiendo su actividad. Por otro lado, la compañía americana con base en Cambridge, MA, Archemix ha basado toda su I+D y pipeline en el desarrollo de aptámeros como una nueva clase de terapia directa para la prevención y el tratamiento de enfermedades crónicas y agudas. Su molécula estrella, ARC1779 es un antagonista del Factor von Willebrand y está siendo evaluada en estudios de fase 2 en pacientes en los que se ha diagnosticado Síndrome Coronario Agudo que han sido sometidos a una angioplastia coronaria.
Debido a las expectativas creadas por la investigación en estas moléculas, el laboratorio Ellington, ha desarrollado una base de datos para ensayos de selección in vitro y SELEX, llamada The Aptamer Database, que cataloga todos los experimentos publicados.
Los aptámeros tienen una serie de características particulares, como que la vida media en sangre de estas moléculas sin modificar es muy corta, debido a su rápida degradación por parte de las nucleasas muy abundantes en este medio. Además, como consecuencia de su bajo peso molecular, son fácilmente eliminados del organismo por los riñones, lo que hace que su toxicidad sea baja. Aunque también debido a esto, las aplicaciones actuales de estos aptámeros no modificados se focalizan en el tratamiento de estados transitorios, como la coagulación sanguínea, o el tratamiento localizado de órganos, como los ojos, donde su delivery es posible. Un ejemplo de esto es un aptámero cuya diana es la tenascina, desarrollado por Schering AG y NeXstar Pharmaceuticals como marcador tumoral por imagen para el cáncer.
En los últimos años se ha mejorado considerablemente su aplicación intracelular (intrámeros), así como su resistencia a las nucleasas, mediante modificaciones tales como en posición 2´del azúcar.
Otros ejemplos de aptámeros seleccionados frente a dianas proteícas identificados en la bibliografía son aptámero frente a la transcriptasa reversa del HIV-1, aptámero frente a la RNA polimerasa RNA-dependiente del virus de la Hepatitis C, frente a la proteína gp 120 del HIV-1, aptámero frente a proteína NS3 del virus de la hepatitis.